# کیوو شمالی
کیوو شمالی (به لاتین: North Kivu) یک استان‌ در جمهوری دموکراتیک کنگو است که در جمهوری دموکراتیک کنگو واقع شده‌است. کیوو شمالی ۵۹٬۴۸۳ کیلومترمربع مساحت و ۵٬۷۶۷٬۹۴۵ نفر جمعیت دارد.